# Jade Armor
Jade Armor (L'armure de Jade) è una serie televisiva animata francese del 2022, creata da Corinne Kouper, Mary Bredin e M.J. Offen.
Prodotta da TeamTO in collaborazione con France Télévisions, Super RTL e HBO Max, la serie (basata sulla mitologia e le leggende cinesi) è incentrata sulle avventure di Lan Jun, un'eroina amante delle arti marziali che inizia ad apprendere gli antichi segreti della sua famiglia, e usa i poteri degli elementi della natura per salvare la città di Ban Tang dal malvagio Lord Crimson, il tutto mentre affronta la sua vita da adolescente.
La serie, composta da 26 episodi, viene trasmessa in Francia su France 4 dal 7 settembre 2022. In Italia viene trasmessa su Cartoon Network dal 30 gennaio 2023.

## Trama
La giovane Lan Jun ama le arti marziali; è un'eroina in cerca di fortuna e dovrà imparare gli antichi segreti della sua famiglia, scoprendo un segreto inaspettato che cambierà la sua vita per sempre.

## Episodi
| Stagione       | Episodi | Prima TV Francia | Prima TV Italia |
| -------------- | ------- | ---------------- | --------------- |
| Prima stagione | 26      | 2022             | 2023            |

## Personaggi
- Lan Jun Ye/Jade Armor: Protagonista della serie, è l'ottava Jade Armor e ha molto da imparare sui suoi poteri, sull'essere un'eroina e sulla lotta contro Lord Crimson. Nel frattempo, deve anche destreggiarsi tra i superpoteri e la vita scolastica. Doppiata da Roisin Nicosia.
- I Beasticon: sono creature magiche legate alle armature mistiche indossate da guerrieri come Jade Armor e Lord Crimson, che garantiscono ai loro proprietari i poteri degli elementi a cui sono collegati non appena il loro possessore si trasforma. Nei panni di Jade, Lan Jun può fare affidamento su Shenwu, Chinlon, Zuchue e Baihu.
  - Shenwu: La Tartaruga dell'Aria, collegata al busto di Jade. È la voce della ragione all'interno della squadra e tende a discutere con Lan Jun sul suo comportamento, anche se alterna tra l'essere autoritario e l'avere ragione. Doppiato da Massimo De Ambrosis.
  - Chinlon: Il Drago dell'Acqua, collegato ai bracciali di Jade. Ha un atteggiamento pacato e di tanto in tanto ama tenere discorsi filosofici. Doppiato da Daniele Raffaeli.
  - Zuchue: L'Uccello del Fuoco, collegato all'elmo di Jade. È molto comprensiva riguardo alle passioni adolescenziali di Lan Jun, essendo la più grande dei quattro Beasticon.
  - Baihu: La Tigre della Terra, collegata ai gambali di Jade. È la più piccola dei Beasticon e quindi non può parlare, ma è comunque di grande aiuto quando Lan Jun ha bisogno di lei.
- Alisha Gray: La migliore amica di Lan Jun, un'adolescente esperta di telefonia che ama il bubble tea e tende a filtrare i piani più stravaganti dei suoi amici. Doppiata da Ludovica Bebi.
- Theo: L'altro migliore amico di Lan Jun, che ama prendere parte alle imprese e non desidera altro che fare attivamente parte nella lotta di Jade contro il male, per quanto pericoloso possa essere (e per quanto inetto possa apparire). Doppiato da Stefano Broccoletti.
- Liam Green: Il padre di Lan Jun, che era sempre all'estero per lavoro prima dell'inizio della serie. Doppiato da Stefano Starna.
- Xin Qi: La madre di Lan Jun, scomparsa dopo gli eventi della distruzione dell'armatura di Lord Crimson. Era la precedente Jade Armos prima di Lan Jun e da allora non è più stata vista.
- Zhi Xuan: la nonna di Lan Jun.
- Nonnina: la bisnonna di Lan Jun.
- Lord Crimson: Un supercriminale che terrorizza Ban Tang da anni. Ha perso la sua forma fisica durante uno scontro con Xin Qi, la precedente Jade Armor, ed è stato rianimato dal lontano cugino Will. I frammenti che compongono la sua armatura sono attivi e pronti per il suo ritorno al potere, nonché la principale minaccia che Jade deve affrontare. Doppiato da Michele Botrugno.
- Will: Un lontano cugino di Lord Crimson che lo rianimò facendo cadere un frammento in un secchio d'acqua. Da allora lavora con lui per restituirgli il suo corpo. Doppiato da Francesco Falco.
- Mrs.Bao/Tigre Nera: Una negoziante piuttosto meschina ma esperta di magia, proprietaria della Bottega delle Stranezze. Lei è anche la diabolica Tigre Nera, una ladra che cattura creature magiche e oggetti di grande valore. Inoltre, ha una figlia di nome Pearl.
- Pearl/Lince Blu: Una compagna di classe di Lan Jun. La si vede sempre con le sue amiche Lucy e Jasmine. Più avanti nella serie, ottiene il suo costume e il suo alterego, Lince Blu.
- Xinyan: La Scimmia del Legno, inizialmente era il Beasticon legato al busto dell'armatura di Lord Crimson. Dopo aver recuperato un frammento quando il suo Possessore è stato sconfitto, vive liberamente e usa i suoi poteri per cercare di consentire agli animali e ai Beasticon di comandare sugli umani, vendicandosi dell'umanità per gli abusi che Lord Crimson gli ha sottoposto.
- Kai Zhu: Compagno di classe di Lan Jun, per la quale ha una cotta. È figlio di una ricca famiglia proprietaria dell'attività elettrica di Ban Tang.
- VP Lane: L'insegnante di scuola di Lan Jun. Di solito si dimostra dura con i suoi studenti e li spinge a studiare di più.
- Malik Melki: Reporter del canale di notizie online di Ban Tang, spesso colto nel posto sbagliato al momento giusto.

## Trasmissione internazionale
- 7 settembre 2022 in Francia su France 4;
- 10 ottobre 2022 in Portogallo su Cartoon Network;
- 29 ottobre 2022 in Germania su RTL+;[2]
- 9 gennaio 2023 nel Regno Unito su Cartoon Network;
- 30 gennaio 2023 in Italia su Cartoon Network;
- 15 febbraio 2023 in Romania su Cartoon Network.[3]